# Lampetis corinthia
Lampetis corinthia es una especie de escarabajo del género Lampetis, familia Buprestidae. Fue descrita científicamente por Fairmaire en 1864.